# Pull-off
Il pull-off, o Hammer off (o "legato discendente") è una tecnica chitarristica che permette di passare da una nota più alta ad una più bassa (della stessa corda) senza l'ausilio del plettro per farla suonare ma "strappando" o tirando letteralmente la corda verso il basso. Per utilizzarla è necessario premere a priori due tasti: quello della prima nota (in cui la corda verrà pizzicata dal plettro) e quello della seconda (la più bassa delle due che comincerà a risuonare con il rilascio del dito che premeva la nota più alta appena eseguita con l'aiuto del plettro). Tipicamente viene usato l'anulare per la prima nota e l'indice per la seconda nota.
La tecnica viene eseguita in questo modo: la prima nota viene suonata normalmente con l'ausilio del plettro (spesso alcuni chitarristi pizzicano più forte la corda in questione per sopperire alla mancanza della "plettrata" nella nota successiva) mentre la seconda risuona per via del rilascio della prima. Il dito che premeva la prima nota non si "stacca" dalla tastiera normalmente ma esercita una leggera trazione verso il basso così da permettere (una volta rilasciato) la risonanza della seconda nota. Spesso questa tecnica è accompagnata dallo slide e dall'uso della leva al ponte in caso la chitarra ne sia provvista.
Con la dovuta pratica questa tecnica permette di acquistare velocità sul manico anche in soccorso alla eventuale mancanza di velocità con la mano destra (entro certi limiti infatti c'è la possibilità di avere un tocco con il plettro e 2 note).